# 弦楽五重奏曲第3番 (ドヴォルザーク)
弦楽五重奏曲第3番 変ホ長調 Op. 97 (B. 180) は、アントニン・ドヴォルジャークが1893年の夏にアイオワ州スピルヴィルで作曲した室内楽曲である。

## 作曲の経緯
作品は弦楽四重奏曲第12番「アメリカ」の完成後まもなく1月がかりで書き上げられた。
アメリカの民族音楽に触発されてはいるが、ドヴォルジャークのボヘミア的な音楽語法の特徴が見事に表れた作品として知られる。本作も「アメリカ五重奏曲」「アメリカ」の愛称で呼ばれることがある。弦楽四重奏にヴィオラが加わる編成である。

## 楽曲構成
次の4つの楽章から成る。
1. アレグロ・ノン・タント
2. アレグロ・ヴィーヴォ
3. ラルゲット
4. 「終楽章」。アレグロ・ジュスト